# Ton van Dalen
Ton van Dalen (Enschede, 1 februari 1946 – aldaar, 5 februari 2006) was een Nederlands sportjournalist, bestuurder en voetbalmakelaar. Hij was de zoon van de legendarische Sportclub Enschede voorzitter Hennie van Dalen. 
Van Dalen begon zijn carrière als sportjournalist bij de Twentsche Courant. Hij was tien jaar lang manager van FC Twente en daarna van FC Groningen. Hij was het die er begin 1996 voor zorgde dat de toen dolende Tukkers in zee gingen met de Oost-Duitser Hans Meyer (CZ Jena, Erfurt, Union Berlin) als nieuwe trainer, waarop FC Twente uit de as  herrees. Sinds midden jaren tachtig hield Van Dalen zich bezig met de voetbalmakelaardij, de arbeidsbemiddeling in het profvoetbal. Bekende spelers waar hij de belangen van behartigde waren Jaap Stam, Patrick Kluivert en Sander Boschker.
Ton van Dalen overleed op 60-jarige leeftijd in het ziekenhuis van Enschede aan de gevolgen van een hartinfarct.